# Paavo Arhinmäki
Paavo Erkki Arhinmäki (13 de diciembre de 1976) es un político finlandés de la Alianza de la Izquierda. Ha sido miembro del parlamento de Finlandia desde 2007 y presidente de su partido desde 2009, tras la dimisión de Martti Korhonen. En junio de 2011 fue elegido ministro de cultura y de deporte en el gabinete de Jyrki Katainen. Antes había trabajado de periodista en el periódico Kansan Uutiset. Fue candidato en las elecciones presidenciales de 2012. En la
primera vuelta celebrada el 22 de enero, consiguió un 5,5 por ciento de los votos y quedó en sexto lugar.